# Abyzou

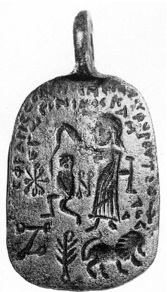
Amuleto colgante de bronce de principios de la época bizantina (siglos VI y VII), que representa al demonio Abyzu arrodillado siendo azotado por Arlaph (nombre arcano del arcángel Rafael).

Abyzu (también llamado Abyzou, Abizou, Obizu, Obizuth, Obyzouth y Byzou) es el nombre de un demonio femenino en los mitos y el folclore del Cercano Oriente y Europa. Se lo considera responsable de los abortos involuntarios o de la muerte de los neonatos. En la tradición judía se lo identifica con Lilit y en la romana oriental, con Gylu. Aparece representada en amuletos con atributos de pescado o de serpiente.
Su representación literaria más completa es el compendio de demonología conocido como el Testamento de Salomón, fechado entre los siglos I y IV de nuestra era.

## Origen
A.A. Barb conectó a Abyzou y demonios femeninos similares al mito sumerio del mar primigenio. Barb argumentó que aunque el nombre "Abyzou" parece ser una forma corrompida de la palabra griega abyssos ("el abismo"), [3] el propio griego fue tomado de Asiria Apsu o sumeria Abzu, el mar no diferenciado del cual el mundo fue creado en el sistema de creencias sumerias, equivalente a la babilónica Tiamat, [4] o el hebreo Tehom en el Libro de Génesis. La entidad Mar era originalmente bi o asexual, luego fue dividido en el masculino Abzu (agua dulce) y el femenino Tiamat (agua salada). Los demonios femeninos entre los que Lilith es el más conocido a menudo se dice han llegado desde el mar primitivo. En la Grecia clásica, monstruos marinos femeninos que combinan encanto y carácter mortífero también pueden derivar de esta tradición, incluyendo las Gorgonas (que eran hijas del antiguo dios del mar Phorcys), Sirenas, arpías, e incluso ondinas y nereidas.
En la Septuaginta, la versión griega de las Escrituras Hebreas, la palabra Abyssos se trata como un sustantivo de género gramatical femenino, a pesar de que los sustantivos griegos que terminan en -os son típicamente masculinos. Abyssos es equivalente en significado al Abzu mesopotámico como el mar caótico oscuro antes de la Creación. La palabra también está en las escrituras cristianas, apareciendo seis veces en el libro de Apocalipsis, donde se traduce convencionalmente no como "lo profundo", sino como "el pozo sin fondo" del infierno. Barb sostiene que, en esencia, la Abzu sumeria es la "abuela" del diablo cristiano.

## Nombre Abyzou
En un texto relacionado con la magia, el arcángel Miguel se enfrenta a Abyzou y la obliga a decirle los 40 nombres que pueden controlarla. En la práctica mágico-religiosa, el conocimiento del nombre secreto de una deidad, fuerza divina o demonio, da poder sobre esa entidad.
En el Testamento de Salomón, el demonio mismo declara que ella tiene diez mil nombres y formas, y que Raphael es su antítesis. Ella dice que si su nombre es escrito en un trozo de papiro cuando una mujer está a punto de dar a luz, "huiré de ellos al otro mundo".
Variantes del nombre Abyzou aparecen con frecuencia en encantos en idiomas como el griego antiguo, hebreo y rumano.

## Testamento de Salomon
A finales del Testamento antiguo de Salomón, Abyzou (como Obizuth) se describe teniendo un "rostro reluciente de color verdoso con cabellera despeinada como de serpientes"; el resto de su cuerpo está cubierto por oscuridad. El narrador ("El rey Salomón") se encuentra con una serie de demonios, unidos y torturados por turnos, y les interroga respecto a sus actividades; luego les fija pena o los controla a su antojo. Puesta a prueba, Abyzou dice que ella no duerme, sino que vaga por el mundo en busca de mujeres a punto de dar a luz; dada la oportunidad, ella estrangulará los recién nacidos. Ella afirma también que es la fuente de muchas otras afecciones, como la sordera, problemas en los ojos, obstrucción de la garganta, locura y dolor corporal. [9] Por órdenes de Salomón es encadenada con su propio cabello y colgada frente al Templo a la vista del público. El autor del Testamento parece estar pensando en la gorgoneion, o el icono de la cabeza de la Medusa, que a menudo adorna los templos griegos y ocasionalmente las sinagogas judías en la antigüedad tardía.
La envidia es un tema en el Testamento, y durante su interrogatorio por el rey, Belcebú afirma que él inspira envidia entre los seres humanos. Entre la sucesión de los demonios atados e interrogados, la personificación de la envidia es descrita como sin cabeza, y motivada por la necesidad de robar la cabeza de otro: "tomo en un instante la cabeza de un hombre ... y me la pongo". Al igual que la envidia Sísifa se esfuerza en reemplazar su cabeza, Abyzou (Obizuth) no puede descansar hasta que ella roba un hijo cada noche.